# Governo Abazović
Il governo Abazović è stato il 43º governo del Montenegro in carica dal 28 aprile 2022 al 31 ottobre 2023. A seguito della mozione di sfiducia presentata dal DPS, sostenitore esterno della maggioranza, dal 20 agosto 2022 al 31 ottobre 2023 ha operato come governo dimissionario per il disbrigo degli affari correnti.

## Storia
Viene formato il governo il 29 aprile 2022, dopo la fine del governo guidato da Zdravko Krivokapić, ed il 19 agosto dello stesso anno all'Assemblea nazionale viene votata la sfiducia.

## Composizione
| Nome                  | Incarico                                                                          | Partito      |
| --------------------- | --------------------------------------------------------------------------------- | ------------ |
| Dritan Abazović       | Presidente del Consiglio dei ministri                                             | URA          |
| Vladimir Joković      | Vicepremier e Ministro dell'Agricoltura                                           | SNP          |
| Ervin Ibrahimović     | Vicepremier e Ministro degli Sviluppi regionali e dei capitali degli investimenti | BS           |
| vacante               | Vicepremier e Ministro della Difesa                                               |              |
| vacante               | Vicepremier e Ministro dell'Integrazione europea e degli affari europei           |              |
| vacante               | Ministro degli Affari Esteri                                                      |              |
| Marko Kovač           | Ministro della Giustizia                                                          | Indipendente |
| Vasilije Lalošević    | Ministro dell'Educazione e dello sport                                            | SNP          |
| Aleksandar Damjanović | Ministro delle Finanze                                                            | Indipendente |
| Dragoslav Šćekić      | Ministro della Salute                                                             | SNP          |
| Fatmir Gjeka          | Ministro dei Diritti umani e delle minoranze                                      | PD           |
| Filip Adžić           | Ministro degli Affari Interni                                                     | URA          |
| Goran Đurović         | Ministro dello Sviluppo economico e del turismo                                   | URA          |
| Ana Novaković Đurović | Ministra dell'Ecologia, della pianificazione territoriale e dell'urbanistica      | URA          |
| Admir Adrović         | Ministro del Lavoro e della previdenza sociale                                    | BS           |
| Marash Dukaj          | Ministro della Pubblica amministrazione                                           | AA           |
| Biljana Šćepanović    | Ministra della Scienza                                                            | Indipendente |
| Maša Vlaović          | Ministra della Cultura                                                            | Indipendente |
| Zoran Miljanić        | Ministro senza portafoglio                                                        | Civis        |